# PTRS

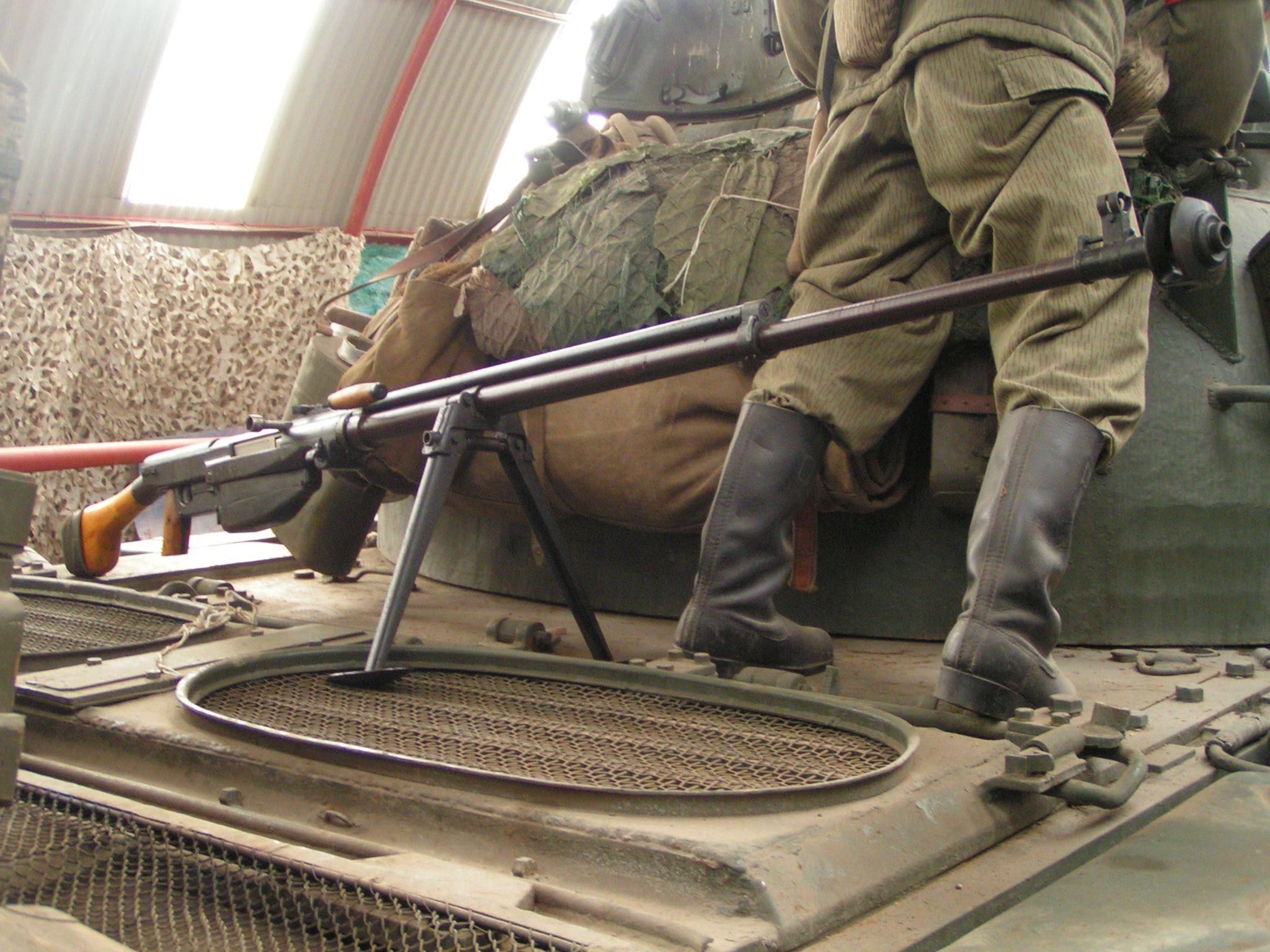
Protitanková puška PTRS-41

Samonabíjecí protitanková puška PTRS (rusky Противотанковое самозарядное ружьё обр. 1941 г. системы Симонова, protivotankovoje samozarjadnoje ružjo obrazca 1941 godu sistěmy Simonova) byla vyvinuta konstruktérem Simonovem v roce 1941 a ještě téhož roku byla zahájena její sériová výroba. Zbraň využívala náboj ráže 14,5 mm s ocelovým nebo wolframovým jádrem, který dokázal probít 25 mm pancíř na vzdálenost 500 m. Některé zdroje uvádějí, že na vzdálenost 300 m dokázala střela z protitankové pušky prorazit až 40 mm silný pancíř, což ovšem záleželo též na tom, aby střela dopadla na objekt pod úhlem 90°. Protitanková puška PTRS, která nebyla však zdaleka tak rozšířená, jako protitanková puška PTRD-41, byla s úspěchem používána proti německé technice, která měla slabší pancéřování (obrněná vozidla, tanky starší generace). Proti novějším německým tankům však byly v čelním boji neúčinné, proto bylo střelcům doporučováno, aby stříleli do pásů nebo z boku či zezadu pod věž, do prostoru motoru a palivových nádrží, na hnací kola, zaměřovače, či periskopy.
Protitanková puška PTRS měla samonabíjecí závěrový mechanismus s odběrem prachových plynů a zásobník na pět nábojů. Tyto poměrně složité prvky však vyžadovaly náročnější údržbu a přispívaly tak i k větší poruchovosti zbraně. V dobových předpisech se uvádí, že protitanková puška PTRS měla oproti typu PTRD lepší technické parametry, které umožňovaly její vyšší účinnost.

## Technické údaje
- Země původu: SSSR
- Ráže: 14,5 mm
- Hmotnost: 20,96 kg
- Délka: 2133 mm
- Délka hlavně: 1 219 mm
- Zásobník: 5 nábojů
- Hmotnost náboje: 64,2 g
- Úsťová rychlost 1012 m/s
- Průbojnost (tloušťka/vzdálenost/úhel): 25/500/90°
- Obsluha: 2 muži